# 4170 Семмелвайс
4170 Семмелвайс (4170 Semmelweis) — астероїд головного поясу, відкритий 6 серпня 1980 року.
Тіссеранів параметр щодо Юпітера — 3,216.